# ایوان کالیوژنی
ایوان کالیوژنی (اوکراینی: Іван Володимирович Калюжний؛ زادهٔ ۲۱ ژانویهٔ ۱۹۹۸) بازیکن فوتبال است.
وی همچنین در تیم‌های ملی فوتبال Ukraine national under-17 football team و Ukraine national under-19 football team بازی کرده‌است.